# Boechout
Boechout es un pueblo de Flandes (Bélgica), más concretamente de la provincia de Amberes. El municipio comprende la propia ciudad de Boechout y Vremde. El 1 de enero de 2020 Boechout tenía 13.373 habitantes. El área total es de 20,66 km², lo que da una densidad de población de 635 habitantes por km².
En Boechout se celebra el Sfinks Festival.

## Demografía

### Evolución
Todos los datos históricos relativos al actual municipio, el siguiente gráfico refleja su evolución demográfica, incluyendo municipios después de efectuada la fusión el 1 de enero de 1977.
| Gráfica de evolución demográfica de Boechout entre 1846 y 2020 |
|                                                                |